# Icener
Icenerne var en keltisk stamme som levede i dagens Norfolk i England fra ca. 1. århundrede f.Kr. til 1. århundrede e.Kr..
De nævnes af Tacitus, som i ca. 118 skrev om begivenheder i romersk Britannien i det 1. århundrede. Han fortalte at de i 43, da kejser Claudius invaderede de britiske øer, hjalp romerne, og for dette blev belønnet med at icenernes rige fik fortsætte som klientkongedømme.
I 61 gjorde de oprør mod romerne. Det sidste af de to oprør var det største og mest fremgangsrige. Forhistorien var at stammens hersker, Prasutagus, forsøgte at give sit halve rige til familien frem for at overlade til det romerne. Prokuratoren Catus Decianus fik hele området, og skal have ladt Prasutagus' kone Boudicca piske og hans døtre voldtages. Dette førte til at Boadicea samlede en stor hær og gik mod Camulodunum, som blev plyndret og brændt. Hun udsatte derefter Verulamium og Londinium for samme behandling. Romerne klarede efter dette at slå icenerne på slagmarken et sted udenfor London.
Efter at icenerne var slået blev deres rige gjort til en romersk administrativ enhed, en civitas. Administrationscenteret var Venta Icenorum, 2–3 km fra Arminghall, ved landsbyen Caister Saint Edmunds omkring 8 km syd for dagens Norwich.
Flere mønter slået af icenerne er fundet. Flere af dem har afbildninger af en hest, som man mener er et dyr som havde en speciel betydning for stammen.
52°30′N 1°00′Ø / 52.5°N 1°Ø